# ویکهام
longitudeویکهامlatitudeویکهام
ویکهام (به انگلیسی: Wickham) یک منطقهٔ مسکونی در انگلستان است که در جنوب شرقی انگلستان واقع شده‌است.

## خصوصیات
ویکهام ۴٬۸۱۶ نفر جمعیت دارد.